# The White Princess
The White Princess är en amerikansk-brittisk historisk dramaserie som hade premiär den 16 april 2017. Serien bestod av åtta avsnitt. Serien är en fortsättning på TV-serien The White Queen från 2013 och baserad på Philippa Gregorys roman med samma namn. Serien hade premiär på TV4 Play den 13 augusti 2023.

## Handling
Serien kretsar kring det historiska Rosornas krig som pågått under många år. Giftermålet mellan Elizabeth av York och den nye kungen Henry Tudor ska förhoppningsvis ena landet, men släkterna slåss fortfarande om makten.

## Rollista i urval
- Jodie Comer - Elizabeth av York
- Rebecca Benson - Margaret "Maggie" Plantagenet
- Jacob Collins-Levy - Henrik VII av England
- Kenneth Cranham - Bishop John Morton
- Essie Davis - Elizabeth Woodville
- Rossy de Palma - Isabella I of Castile
- Richard Dillane - Thomas Stanley
- Anthony Flanagan - Francis Lovell
- Patrick Gibson - Perkin Warbeck
- Caroline Goodall - Cecily Neville
- Nicholas Audsley - Lord Strange
- Woody Norman - Prince Harry
- Philip Arditti - Rodrigo de Puebla
- Amy Manson - Catherine "Cathy" Gordon
- Adrian Rawlins - John de la Pole
- Suki Waterhouse - Cecily av York
- Joanne Whalley - Margaret, Duchess of Burgundy
- Andrew Whipp - Sir Richard Pole
- Michelle Fairley -  Margaret Beaufort